# Арефино (Гороховецкий район)
Арефино — деревня в Гороховецком районе Владимирской области России, входит в состав Куприяновского сельского поселения.

## География
Деревня расположена в 4 км к западу от центра поселения деревни Выезд и в 4 км на юго-запад от Гороховца близ автодороги М7 «Волга».

## Палеонтология
В районе Арефино в отложениях раннего триасового периода (нижнеиндский подъярус) обнаружен ископаемый образец темноспондильной амфибии Tupilakosaurus.

## История
В конце XIX — начале XX века деревня входила в состав Красносельской волости Гороховецкого уезда. В 1859 году в деревне числилось 32 двора, в 1905 году — 27 дворов.
С 1929 года деревня входила в состав Княжичевского сельсовета Гороховецкого района, с 1954 года — в составе Красносельского сельсовета, с 1959 года — в составе Нововладимирского сельсовета, с 1977 года — центр Арефинского сельсовета. С 2005 года деревня входит в состав Куприяновского сельского поселения.

## Население
| 1859 | 1905 | 1926 | 2002 | 2010 | 2021 |
| ---- | ---- | ---- | ---- | ---- | ---- |
| 155  | ↗187 | ↘173 | ↗484 | ↘401 | ↘394 |

## Инфраструктура
В деревне имеются Арефинская начальная школа, фельдшерско-акушерский пункт, сельский дом культуры, отделение федеральной почтовой связи, участковый пункт полиции.

## Экономика
В деревне расположены производственный кооператив (бывший совхоз) "Гороховецкий", агрофирма "Арефино".